# Parti communiste révolutionnaire de Grande-Bretagne (marxiste-léniniste)
Ne doit pas être confondu avec Parti communiste de Grande-Bretagne, Parti communiste britannique ou Parti communiste de Grande-Bretagne (marxiste-léniniste).
Pour les articles homonymes, voir Parti communiste révolutionnaire.
Le Parti communiste révolutionnaire de Grande-Bretagne (marxiste-léniniste) (en anglais : Revolutionary Communist Party of Britain (Marxist–Leninist), abrégé en RCPB (ML)), né en 1972 sous le nom de Parti communiste d'Angleterre (marxiste-léniniste) (en anglais : Communist Party of England (Marxist-Leninist), ou CPE (ML)) jusqu'à sa réorganisation en 1979 après avoir rejeté le maoïsme et s'être aligné sur l'Albanie ; est un petit parti britannique d'extrême gauche.

## Historique
Le Parti communiste d'Angleterre (Marxiste-léniniste) naît sous l'impulsion de Hardial Bains, militant d'origine indienne et fondateur au Canada du Parti communiste du Canada (marxiste-léniniste). Bains s'emploie alors à susciter, depuis la rupture sino-soviétique, la formation de groupes maoïstes à travers le monde. Le parti britannique adopte une ligne anti-révisionniste, sur le modèle de celles alors défendues par la République populaire de Chine et la République populaire d'Albanie. Il présente six candidats aux élections générales de février 1974, puis huit à celles d'octobre, mais ne participe plus ensuite à aucun scrutin. Son score le plus élevé se monte à 612 voix, soit 1,2% du scrutin, dans la circonscription de Portsmouth South. Toujours en 1974, le CPE(ML) est affaibli par une scission : l'un des membres de sa direction, Aravindan Balakrishnan, est exclu et fonde avec une partie des militants un groupe concurrent, le Workers Institute of Marxism-Leninism-Mao Tse-Tung Thought, qui connaît par la suite une dérive sectaire,. 
Au moment de la rupture sino-albanaise, le CPE (ML) rejoint le courant « pro-albanais », s'éloigne du maoïsme et adopte en 1979 son nom actuel de Parti communiste révolutionnaire de Grande-Bretagne (Marxiste-léniniste). John Buckle, secrétaire général du parti depuis son changement de nom en 1979, meurt dans un accident d'avion en 1983. Le RCPB-ML adopte ensuite un système de direction collective, représentée par un porte-parole.
Outre ses relations avec le Parti communiste du Canada (marxiste-léniniste), le RCPB-ML entretient des liens avec la Corée du Nord. En 2004, il a annoncé son soutien à la coalition Respect. Le parti publie un quotidien en ligne, Workers Daily, ainsi qu'un hebdomadaire en version papier, Workers Weekly, et tient une librairie à Londres.

## Voir également
- Communisme
- Marxisme-léninisme
- Extrême gauche
- Politique au Royaume-Uni
- Stalinisme
- Maoïsme
- Néo-stalinisme
- Extrême gauche par pays